# August Happold

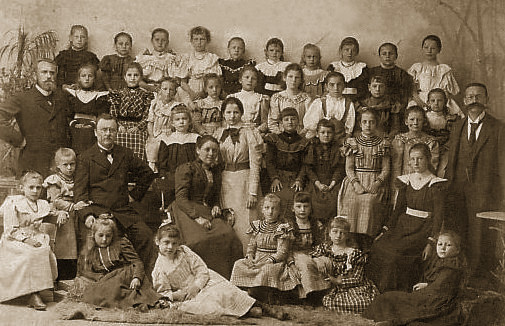
Kollegium und Schülerinnen der Töchterschule Feuerbach im Schuljahr 1899–1900

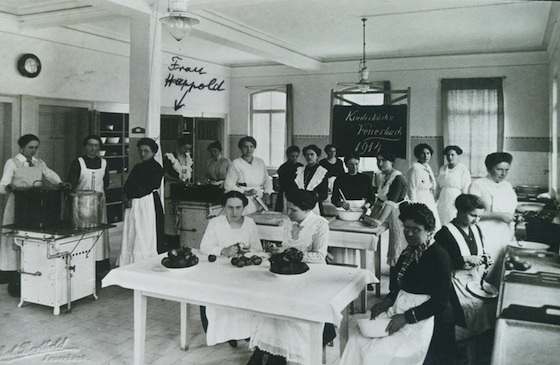
Frau Happold in der Kinderküche Feuerbach, 1914

August Happold (* 20. Juni 1846 in Schwäbisch Hall; † 14. März 1922 in Stuttgart) war ein Fabrikant, Schulgründer und Philanthrop in Feuerbach bei Stuttgart.

## Leben
August Happold war anfangs Geschäftsführer der Farben- und Lackfabrik Christian Lechler & Sohn. Nach dem Tod des Besitzers kaufte er zusammen mit Hermann Haaß 1878 die Fabrik von Paul Lechler, dem Sohn Firmengründers. Die Firma stellte Lacke und Firnisse jeder Art her und beschäftigte 1909 etwa 70 Personen (37 Arbeiter, 3 Arbeiterinnen plus Angestellte).
Er hatte im Jahre 1887 vom Werkmeister und Architekten Gerlach aus eigenen Mitteln ein Gebäude im historistischen Stil errichten lassen und für schulische Zwecke zur Verfügung gestellt, zuerst für die 1886 von Reallehrer Blersch gegründete Realschule. Zusammen mit 11 weiteren Vätern gründete er 1897 die „Privattöchterschule“ in Feuerbach. Die Gründer wollen nicht, dass ihre Töchter den langen Schulweg in die Schulen in der Stadt Stuttgart hin und zurück laufen mussten, um dort im Rahmen der Koedukation zusammen mit den Jungen die Schulbank zu teilen. Anfangs war das Schulgebäude im Haus des Werkmeisters Louis Fahrion am Karlsplatz, dem heutigen Wilhelm-Geiger-Platz, danach in das spätere Happoldstift in der Leobener Straße.
Die Privattöchterschule wurde von Oberreallehrer Eugen Geiger geführt. Im Jahre 1908 ging diese private Mädchenschule an die Gemeinde über. Später wurde hier auch eine hauswirtschaftliche Schule untergebracht, die am 6. Oktober 1913 eingeweiht wurde. Bereits 1888 machte Happold dieses Schulhaus der Stadtgemeinde zum Geschenk (Happoldstift). Heute ist in diesem denkmalgeschützten Gebäude eine Nebenstelle der Kaufmännischen Berufsschule Feuerbach untergebracht.

## Würdigung
Im Jahr 1908 wurde er zum Ehrenbürger der Stadt Feuerbach ernannt.